# ヘンリー・フレデリック・クーパー

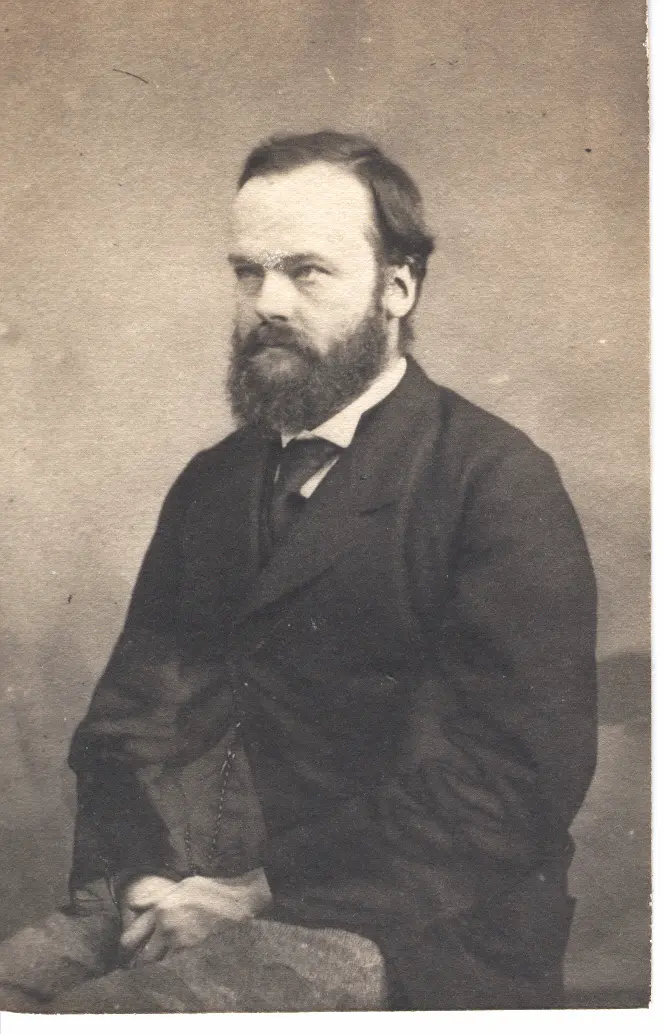
ヘンリー・フレデリック・クーパー閣下の肖像写真

ヘンリー・フレデリック・クーパー閣下（Hon. Henry Frederick Cowper、1836年4月18日 – 1887年11月10日）は、イギリスの政治家。自由党に属し、1865年から1885年まで庶民院議員を務めた。

## 生涯
第6代クーパー伯爵ジョージ・クーパーと第6代クラッドウェルのルーカス女男爵アン・クーパーの次男として、1836年4月18日に生まれた。第7代クーパー伯爵フランシス・クーパーの弟にあたる。ハーロー校を経て、1854年6月8日、オックスフォード大学クライスト・チャーチに入学した。
1859年11月22日にエンサイン（歩兵少尉）としてハートフォードシャー・ライフル志願兵第1大隊（1st Hertfordshire Rifle Volunteers）に入隊、1860年11月28日に大尉に昇進した。このほか、ハートフォードシャーの治安判事と副統監、ケント州の副統監を務めた。
1863年10月に自由党候補としてタムワース選挙区の補欠選挙に出馬したが、167票対224票で同じく自由党のジョン・ピールに敗れた。1864年3月にハートフォードシャー選挙区（3人区）の補欠選挙に出馬したが、今度は2,026票対2,274票で保守党候補に敗れた。1865年イギリス総選挙で再びハートフォードシャーから出馬して、2,537票でトップ当選した。その後、1868年、1874年、1880年の総選挙でそれぞれ3,693票（得票数1位）、2,974票（得票数3位）、無投票で再選した。第3回選挙法改正によりハートフォードシャー選挙区が廃止されると、1885年イギリス総選挙で1人区のハートフォード選挙区から出馬したが、3,072票対4,263票で保守党候補に敗れた。
1887年11月10日に死去した。生涯未婚だった。